# Dragoslavele
Dragoslavele is een Roemeense gemeente in het district Argeș.
Dragoslavele telt 2534 inwoners.